# Polkörperdiagnostik
Die Polkörperdiagnostik (PKD) ermöglicht im Rahmen einer künstlichen Befruchtung (assistierte Reproduktion) eine genetische Untersuchung der entnommenen Eizelle. Bei dieser Untersuchung handelt es sich um eine Präfertilisationsdiagnostik, die an der Eizelle vor Abschluss der Befruchtung, d. h. vor der Zygotenbildung erfolgt. Diese Diagnostik ist in manchen Ländern wie Österreich, in denen die Präimplantationsdiagnostik verboten ist, noch zulässig.

## Methode
Durch In-vitro-Fertilisation wird außerhalb des Körpers die Eizelle befruchtet. Noch vor der Verschmelzung des mütterlichen und väterlichen Vorkernes werden gewöhnlich die beiden Polkörper entnommen und humangenetisch untersucht. Innerhalb dieses engen Zeitrahmens – der sich wegen des ursprünglichen Verbots der Präimplantationsdiagnostik (PID) ergab – können bis zur Verschmelzung der Vorkerne (Syngamie) und damit der Entstehung eines Embryos folgende Untersuchungen durchgeführt werden:
- Chromosomensatz-Fehlverteilungen
- Translokationen
- Segregationsnachweis einer maternal vererbten monogenetischen Erkrankung mittels PCR

Bei unauffälligem Befund können der Befruchtungsabschluss und die ersten Zellteilungen abgewartet und der entstandene Embryo in die Gebärmutter eingepflanzt werden.
Die Untersuchung des Chromosomensatzes wird insbesondere im Hinblick auf die mit mütterlichem Alter zunehmenden Aneuploidien (z. B. Trisomie 21) durchgeführt. Bei den monogenen Erkrankungen kann der Nachweis des krankmachenden Allels im Polkörper darüber Aufschluss geben, ob das gesunde Allel in der Eizelle vorhanden ist. Dies setzt jedoch voraus, dass die zu untersuchende genetische Erkrankung bei der Mutter bekannt ist. Somit können nach dem mendelischen Erbgang nur mütterlicherseits vererbte dominante und X-chromosomale Erbkrankheiten erkannt werden; bei rezessiven kann – wenn beim Vater ein krankmachendes Allel bekannt ist – entweder auf ein 25-prozentiges Risiko geschlossen oder alle Eizellen, welche die Mutation tragen, verworfen werden. Da nur das mütterliche Genom detektierbar ist, sind alle väterlichen Faktoren nicht erkennbar. Insofern ist die PID der PKD technisch in vielerlei Hinsicht überlegen.

## Anwendung und Sicherheit
Die Polkörperdiagnostik ist in Deutschland vor allem deshalb vorangetrieben worden, weil das Embryonenschutzgesetz bisher die Präimplantationsdiagnostik nur sehr eingeschränkt gestattet hat. Eine Übersichtsarbeit aus dem Jahre 2008 zeigt, dass bei Frauen, die wegen ihres höheren Alters ein gesteigertes Aneuploidierisiko haben, die Einnistungswahrscheinlichkeit übertragener Embryonen geringfügig steigt und die Fehlgeburtenrate nach einer Polkörperdiagnostik abnimmt. Ein signifikanter Anstieg der Geburtenrate konnte nicht belegt werden.
Mit Dezember 2011 hat sich die Rechtslage bezüglich PID in Deutschland geändert, sodass diese im Wesentlichen bei jenen Indikationen erlaubt ist. Die Wissenschaft wird zeigen, inwieweit noch medizinisch begründete Vorteile der Polkörperdiagnostik gegenüber der Präimplantationsdiagnostik bestehen.